# Teodor Roland
Teodor Aleksander Roland, pierwotnie Konopka (ur. 7 lipca 1862 w Siedlcach, zm. 10 października 1928 w Warszawie) – polski aktor.

## Życiorys
Był synem urzędnika Artura Konopki i Felicji z Synakiewiczów. Po wczesnej śmierci rodziców wychowywał się u rodziny, właścicieli ziemskich Dubieckich, później uczęszczał do gimnazjum w Warszawie.
Zdobył przygotowanie do zawodu aktora u Władysława Szymanowskiego (związanego z Warszawskimi Teatrami Rządowymi). Prawdopodobnie latem 1884 debiutował na scenie warszawskiego teatru ogrodowego Belle Vue (pod nazwiskiem Konopka), ale wkrótce wyjechał do Krakowa, uciekając od obowiązku służby w armii rosyjskiej. Do 1891 pozostawał aktorem teatru w Krakowie, kilkakrotnie uczestnicząc w wyjazdach zespołu na występy poza miasto (Częstochowa, Krynica, Szczawnica).
We wrześniu 1891 wyjechał z Krakowa, prawdopodobnie z paszportem na nazwisko Roland (od tego czasu używał nowego nazwiska, zarówno na scenie, jak i w życiu prywatnym), przez pół roku występował w polskim teatrze w Petersburgu, potem w Rydze, Mitawie i Lipawie, ponownie w Petersurgu; z zespołem petersburskiego teatru polskiego występował w wielu miastach Rosji.
W 1893 powrócił do Warszawy i został zaangażowany do zespołu Warszawskich Teatrów Rządowych; od 1918 występował w Teatrze Rozmaitości, od 1924 w Teatrze Narodowym. W Warszawie obchodził dwa jubileusze pracy artystycznej – 25-lecia (1910) i 35-lecia (1923). Przeszedł na emeryturę w 1925.
Cieszył się dużą sławą w Warszawie. Miał bogaty repertuar, grał role dramatyczne, komediowe, romantyczne, w sztukach współczesnych i kostiumowych. Do najwybitniejszych ról Rolanda zaliczane są Maciuś w Zaczarowanym kole Lucjana Rydla, tytułowy Mazepa Juliusza Słowackiego, Wołodyjowski w scenicznych adaptacjach Trylogii Henryka Sienkiewicza, tytułowy Kościuszko pod Racławicami Władysława Anczyca, Wacław w Zemście Aleksandra Fredry. Był uważany za wybitnego recytatora poezji romantycznej.
Od 1911 występował również w filmach, m.in. w Dziejach grzechu (1911, reż. A. Bednarczyk), Sądzie Bożym (1911, reż. S. Knake-Zawadzki), Panu Tadeuszu (1928, reż. R. Ordyński). Udzielał się jako pedagog aktorstwa, m.in. w Klasie Dramatycznej przy Warszawskim Towarzystwie Muzycznym i Warszawskiej Szkole Dramatycznej. Działał w Związku Artystów Scen Polskich, otrzymał w 1922 tytuł zasłużonego członka tej organizacji. 2 maja 1924 został odznaczony Krzyżem Kawalerskim Orderu Odrodzenia Polski. Został pochowany na Powązkach (kwatera L-1-22)).
15 sierpnia 1895 poślubił Helenę Marię Szymborską (ur. 1872, zm. 1952), również aktorkę, później występującą pod nazwiskiem Helena Rolandowa. Tradycje aktorskie kontynuowali obaj synowie Rolanda – Witold i Jerzy.